# 僕のキモチ
「僕のキモチ」（ぼくのキモチ）は、日本の音楽デュオ・WaTのメジャー1作目（通算2作目）のシングル。

## 概要
- 前作「卒業TIME」から約1年9ヶ月ぶりのメジャーデビューシングル。
- DVD付き初回限定盤とトレーディングカード付き初回限定盤、通常盤の3形態で発売された。DVDにはミュージック・ビデオが収録された。
- オリコンチャート初登場2位を獲得し、自身初のトップ10入りを果たした[1]。
- 今作でテレビ朝日系列の『ミュージックステーション』と、NHK総合テレビジョン『第56回NHK紅白歌合戦』に初出演を果たした。なお、『NHK紅白歌合戦』には当時のメジャーデビューからの最速出場記録を更新した[注 1]。

## 収録曲
1. 僕のキモチ [5:48]
作詞・作曲：WaT
編曲：小松清人
ストリングスアレンジ：前嶋康明
2. あの日 [5:00]
作詞：WaT
作曲：小池徹平
編曲：小松清人
3. 僕のキモチ (Instrumental) [5:47]
作曲：WaT
編曲：小松清人
ストリングスアレンジ：前嶋康明
4. あの日 (Instrumental) [4:57]
作曲：小池徹平
編曲：小松清人

## 参加ミュージシャン
WaT
- ウエンツ瑛士：Vocal & Chorus (#1,2)
- 小池徹平：Vocal & Chorus (#1,2)、Acoustic Guitar (全曲)、Blues Harp (#2,4)

Support Musician
- 小松清人：Programming (#2,4)
- 田代衛：Electric Guitar & Acoustic Guitar (全曲)
- 前嶋康明：Acoustic Piano (全曲)
- 桜井正宏：Drums (全曲)
- 華原大輔：Bass (全曲)
- 弦一徹ストリングス：Strings (#1,3)
- 園田凌士：Chorus (#1,2)

## 収録アルバム
- 卒業TIME〜僕らのはじまり〜 (#1)
- WaT Collection (#1,2)
- 卒業BEST (#1)
- THANK YOU…-素直な気持ちで- (#1)